# Paszkal
Paszkal est un prénom hongrois masculin.

## Étymologie
Pascal vient du latin Paschalis qui signifie « de la fête de Pâques», lui-même dérivé de Pascha désignant à la fois la Pâque juive et la fête de Pâques des chrétiens.

## Équivalents
- Pascale, Pascaline

## Fête
Les "Paszkal" sont fêtés le 17 mai.